# Stazione di Roseto degli Abruzzi
Stazione di Roseto degli Abruzzi vasútállomás Olaszországban, Roseto degli Abruzzi településen.

## Vasútvonalak
Az állomást az alábbi vasútvonalak érintik:
- Ancona–Lecce-vasútvonal

## Kapcsolódó állomások
A vasútállomáshoz az alábbi állomások vannak a legközelebb:
- Stazione di Giulianova
- Stazione di Scerne di Pineto